# بين هنت
بين هنت (بالإنجليزية: Ben Hunt)‏ (23 يناير 1990 بساوثوورك في المملكة المتحدة - ) هو لاعب كرة قدم بريطاني في مركز الهجوم. لعب مع نادي بريستول روفيرز ونادي ليويس ونيوبورت كونتي وWeston-super-Mare A.F.C. ‏ ونادي دوفر أتليتيك وبيشوب ستورتفورد وكراي واندررز ونادي غلوستر سيتي.

## وصلات خارجية
- بين هنت على موقع قاعدة بيانات كرة القدم.إي يو (الإنجليزية)
- بين هنت على موقع Soccerbase.com (لاعب) (الإنجليزية)